# 冈古农
冈古农（约公元前1932年—约公元前1906年在位）（英語：Gungunum）拉尔萨国王。他崇尚军事扩张，占领了南部美索不达米亚地区，获得了波斯湾附近的土地。